# Planners
Planners é uma futura série de televisão de comédia dramática argentina transmitida pelo Star+. O enredo gira em torno das experiências de uma planejadora de casamentos de sucesso. Será estrelado por Celeste Cid, Gonzalo Valenzuela, Leticia Siciliani, Marcos Montes e Matías Recalt.

## Sinopse
A série centra-se na vida de Malena (Celeste Cid), uma organizadora de eventos muito bem sucedida que se vê passando por um momento muito difícil com Marcos (Gonzalo Valenzuela), seu marido, e por sua vez monta uma nova equipe profissional, onde conflitos e novos laços de trabalho e amor nascerão.

## Elenco
- Celeste Cid como Malena
- Gonzalo Valenzuela como Marcos
- Leticia Siciliani como Cali
- Marcos Montes como Ray
- Matías Recalt como Javier Gutiérrez
- Gustavo Bonfigli
- Guillermo Pfening como Andy Garrison
- Valentin Villafañe
- Alan Daicz como Franco
- Luz Palazón
- Martín Slipak
- Violeta Reznik
- Camila Peralta

## Produção

### Desenvolvimento
Em março de 2021, foi noticiado que o Star+ havia dado luz verde para a produção de La boda de tus sueños, ficção idealizada por Bárbara Diez, que seria inspirada em sua própria vida. Em abril daquele ano, foi anunciado que Daniel Barone seria o diretor da série e que teria 8 episódios. Em maio do mesmo ano, foi confirmado que a produção ficaria a cargo de Emiliano Szulewicz e Adrián González. Nesse mesmo mês, foi anunciado que Mariana Wainstein, Pablo Rossi, María Zanetti e Luz Marquez seriam responsáveis pelo roteiro.
Em junho de 2021, foi confirmado que a série foi renomeada sob o título Planners em vez de La boda de tus sueños.

### Seleção de elenco
Em março de 2021, foi relatado que Celeste Cid havia sido escalada para estrelar a série no papel de uma organizadora de casamentos e que Leticia Siciliani estaria com ela, interpretando sua assistente. Em abril do mesmo ano, foi anunciado que Matías Recalt, Gonzalo Valenzuela e Marcos Montes se juntaram ao elenco principal, e que Guillermo Pfening faria uma participação especial. Em maio do mesmo ano, o ator Gustavo Bonfigli entrou para a série. Em junho daquele ano, Fabián Mazzei, Alan Daicz e Luz Palazón se juntaram ao elenco da série.

### Filmagens
As gravações da série começaram em junho de 2021 em Buenos Aires sob medidas sanitárias estabelecidas pelo Governo da Nação devido à pandemia de COVID-19. Em setembro do mesmo ano, as gravações da série terminaram.